# Lucy Fischer
Pour les articles homonymes, voir Fischer.
Lucy Fischer (née en 1945) est une universitaire américaine. Spécialiste des études cinématographiques, elle est professeure émérite à l'université de Pittsburgh depuis 2018.
Elle obtient son doctorat à la New York University. Elle dirige pendant une trentaine d'années le département d'études cinématographiques de l'université de Pittsburgh. Elle est présidente de la Society for Cinema and Media Studies de 2001 à 2003. En 2020, elle est membre du comité de rédaction de la revue New Review of Film and Television Studies (en).

## Publications
- Shot/Countershot: Film Tradition and Women's Cinema, Princeton, 1989
- (éd.) Imitation of Life, Rutgers, 1991
- Cinematernity: Film, Motherhood, Genre, Princeton University Press, 1996
- Sunrise (British Film Institute, 1998)
- Designing Women: Cinema, Art Deco, and the Female Form, Columbia University Press, 2003 (ISBN 0-231-12501-1)
- avec Marcia Landy, Stars: The Film Reader, Rutgers University Press, 2004
- (dir.) American cinema of the 1920s: themes and variations, Rutgers, 2009
- « City of Women: Busby Berkeley, Architecture, and Urban Space », Cinema Journal, vol. 49, no 4,‎ 2010, p. 111-130 (lire en ligne, consulté le 12 janvier 2021).
- Teaching Film, avec Patrice Petro, MLA, 2011
- Body Double: The Author Incarnate in Cinema, Rutgers University Press, 2013
- « Invisible by Design: Reclaiming Art Nouveau for the Cinema », Film History, vol. 25, nos 1-2,‎ 2013, p. 55-69 (lire en ligne, consulté le 12 janvier 2021).
- Art Direction and Production Design, Rutgers University Press, 2015
- Cinema by Design: Art Nouveau, Modernism, and Film History, Columbia University Press, 2017